# Caspar Fincke

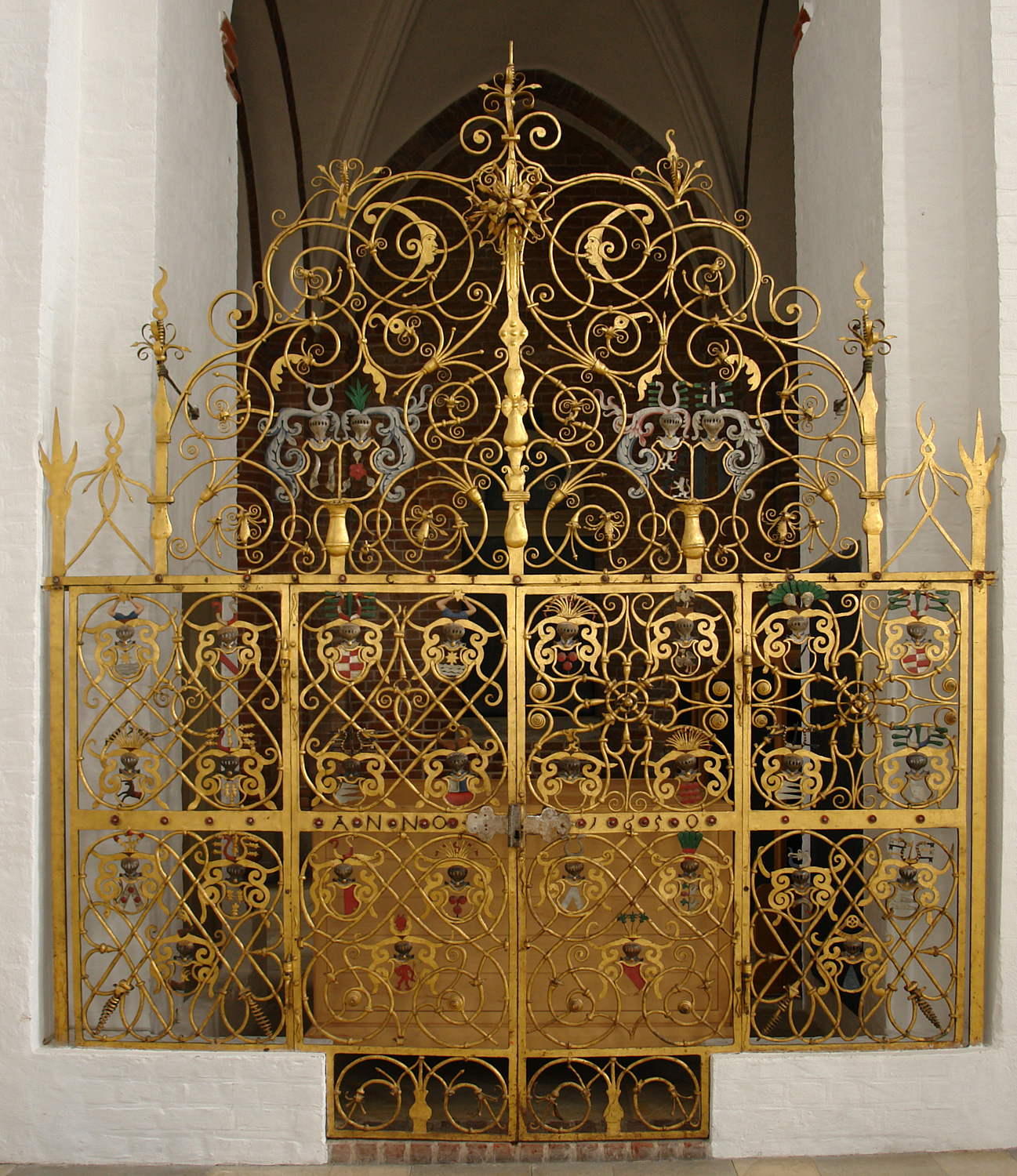
Gallerdörrar av Fincke i Århus domkyrka.

Caspar Fincke, född omkring 1584, död 1655, var en dansk konstsmed.
Fincke var verksam under Kristian IV, åt vilken han utförde ett stort antal konstsmidesarbeten, bland annat på Frederiksborgs slott och i Roskilde domkyrka, vars gallerdörrar i Kristian IV:s kapell anses vara hans bästa verk. Hans stil är synnerligen fantasifull, och han har en häpnadsväckande variationsförmåga. Flätverk, blomrankor, spiraler och hjärtformiga ornament är typiska detaljer i kompositionen.